# Eparchie korejská
Eparchie korejská je eparchie ruské pravoslavné církve.

## Území a titul biskupa
Zahrnuje správní hranice území Severní Koreji a Jižní Koreji.
Eparchiálnímu biskupovi náleží titul biskup korejský.

## Historie
V letech 1900 až 1949 působila v Soulu Ruská duchovní misie v Koreji, zřízená z iniciativy ministra financí Sergeje Witteho.
Roku 1955 se pravoslavní křesťané v Koreji dostali pod jurisdikci Konstantinopolského patriarchátu. Roku 2004 zde byla zřízena korejská metropolie Konstantinopolského patriarchátu.
O ruské pravoslavné věřící se staral Konstantinopolský patriarchát a správce farností ruské církve v Jihovýchodní Asii.
Dne 30. září 2008 se během návštěvy jihokorejského prezidenta I Mjong-baka v Rusku uskutečnilo setkání s patriarchou Alexijem II., se kterým jednal o možnosti výstavby nových chrámů v Jižní Koreji.
Dne 15. října 2018 Moskevský patriarchát přerušil eucharistické společenství s Konstantinopolským patriarchátem. Dne 28. prosince 2018 byl Svatým synodem zřízen patriarchální exarchát Jihovýchodní Asie.
Dne 26. února 2019 zřídil Svatý synod v rámci exarchátu korejskou eparchii. Toto zřízení odsoudil korejský metropolita Ambrosios (Zographos), který uvedl tento krok jako zničení kanonické struktury v Koreji připravovaný Moskevským patriarchátem několik desetiletí. Metropolita Sergij (Čašin) v reakci na toto prohlášení uvedl, že Ruská duchovní misie byla zastavena z politických důvodu a zřízení eparchie je obnovením duchovního poslání Ruské pravoslavné církve v Koreji a nejedná se o vytvoření paralelní církve.

## Seznam biskupů
- - 2019–2019 Sergij (Čašin) dočasný správce
- od 2019 Feofan (Kim)